# Anand Teltumbde
Anand Teltumbde (né le 15 juillet 1950) est un universitaire indien, écrivain et militant des droits civiques, professeur de gestion au Goa Institute of Management,,. Il a beaucoup écrit sur le système des castes en Inde et a défendu les droits des Dalits,,.

## Vie et carrière
Teltumbde est né le 15 juillet 1950 à Rajur, un village du district de Yavatmal dans l'État du Maharashtra, dans une famille d'ouvriers agricoles dalits,,,. Il est l'aîné des huit frères et sœurs,. Il est marié à Rama Teltumbde qui est une petite-fille de BR Ambedkar,. Il a obtenu un diplôme d'ingénieur en mécanique du Visvesvaraya National Institute of Technology en 1973, un MBA de l' Indian Institute of Management d'Ahmedabad en 1982 et un doctorat de l' Université de Mumbai en modélisation cybernétique en 1993 tout en travaillant comme cadre chez Bharat Petroleum. Il a également reçu un doctorat honorifique (D.Litt ) de la Karnataka State Open University.
Teltumbde a été cadre chez Bharat Petroleum et directeur général de Petronet India Limited avant de devenir universitaire,. Il a été professeur à l' Institut indien de technologie de Kharagpur et est devenu plus tard professeur principal à l'Institut de gestion de Goa,,. Il contribue à une colonne intitulée «Margin Speak» à Economic and Political Weekly, et a également contribué à Outlook, Tehelka, et Seminar,.

## Litige
Le 29 août 2018, la police a perquisitionné le domicile de Teltumbde, l'accusant d'avoir un lien avec les violences de Bhima Koregaon en 2018 et un prétendu complot maoïste visant à assassiner le Premier ministre Narendra Modi,. Une des raisons pour laquelle le gouvernement modi s'en prendrait à Teltumbde serait qu'il serait le gendre de Bhimrao Ramji Ambedkar. Teltumbde a nié les allégations, mais sa requête a été rejetée par la Haute Cour de Bombay. Il a obtenu une protection provisoire contre l'arrestation par la Haute Cour, mais il a été arrêté par la police de Pune le 3 février 2019 et libéré plus tard dans la journée,. Après sa libération, Teltumbde a accusé le gouvernement de harcèlement et de tentative de criminaliser la dissidence . Au cours de l'enquête, plusieurs autres ont critiqué le traitement de l'affaire; Le juge de la Cour suprême DY Chandrachud en septembre 2018, a remis en question la nature biaisée de l'enquête menée par la police du Maharashtra. D'autres, comme l'expert antiterroriste et directeur exécutif de l'Institute for Conflict Management, Ajai Sahni, ont suggéré que les preuves utilisées contre Teltumbde semblaient fabriquées.
Le téléphone portable de Teltumbde a été piraté par le logiciel espion israélien Pegasus via WhatsApp avec plus d'une douzaine d'autres militants, avocats et journalistes en Inde,. Teltumbe avait remarqué que son téléphone avait «réagi» et a ensuite été contacté par Citizen Lab en octobre 2019.
En février 2019, le Washington Post a rapporté que Teltumbe avait été arrêté dans le cadre d'une «répression gouvernementale contre les avocats et les militants» qui dénoncent Modi. Plus de 600 universitaires et universitaires ont publié une déclaration conjointe en faveur de Teltumbde, condamnant les actions du gouvernement comme une «chasse aux sorcières» et exigeant l'arrêt immédiat des actions contre Teltumbde,. En outre, plus de 150 organisations et intellectuels, dont Noam Chomsky et Cornel West, ont signé une lettre au secrétaire général des Nations Unies , António Guterres, décrivant les accusations comme "fabriquées" et appelant l'ONU à intervenir.
Le 16 mars 2020, la Cour suprême a rejeté la demande de mise en liberté sous caution de Teltumbde en vertu de la loi sur les activités illégales (prévention). La Cour a donné à Teltumbde et Navlakha trois semaines pour se rendre. Le 8 avril, un tribunal dirigé par le juge Arun Mishra a ordonné à Teltumbde de se rendre à l' Agence nationale d'enquête le 14 avril. Des historiens comme Romila Thapar ont condamné l'arrestation  tandis qu'Amnesty International Inde a exprimé sa déception à la lumière des directives du HCDH pour libérer tous les prisonniers politiques en raison de la pandémie de COVID-19 en Inde.

## Publications sélectionnées
- Le Radical à Ambedkar (éd. ) (Penguin Random House, New Delhi, 2018) (ISBN 978-0670091157)[35]
- République des castes: Penser l'égalité à l'ère du néolibéralisme et de l' hindoutva (Navayana, New Delhi, 2018) (ISBN 978-8189059842)[36]
- Dalits: passé, présent et futur (Routledge, Londres et New York, 2016) (ISBN 978-1138688759)
- Mahad: La fabrication de la première révolte dalit (Aakar, New Delhi, 2015) (ISBN 978-9350023983)[37]
- La persistance des castes (Zed Books, Londres, 2010) (ISBN 9781848134492)[38]
- Khairlanji: une récolte étrange et amère (Navayana, Delhi, 2008) (ISBN 978-8189059156)[37]
- Annihilation de la caste (Ramai, Mumbai, 2005) (ISBN 978-9353040772)[37]
- Hindutva et Dalits: Perspectives pour comprendre la pratique communautaire (éd. ) (Samya, Calcutta, 2005) (ISBN 978-8185604756)[37]
- «Ambedkar» dans et pour le mouvement dalit post-ambedkar (Sugawa, Pune, 1997) (ISBN 978-8186182291)